# Трейнор, Джек
Джек Лоуренс Трейнор (род. 21 февраля 1930 года — 11 мая 2016 года) — американский экономист, который занимал пост президента компании Treynor Capital Management в Палос Вердес Эстейтс, штат Калифорния. Он был старшим редактором и членом Консультативного совета Журнала управления инвестициями, а также старшим научным сотрудником Института количественных исследований в области финансов. В течение многих лет он работал редактором Журнала финансовых аналитиков (Financial Analysts Journal) Института CFA.

## Карьера
Трейнор был протеже Франко Модильяни и наставником Фишера Блэка. Получив диплом специалиста по математике в Хаверфорд-колледже, в 1955 году он окончил Гарвардскую школу бизнеса и в течение года продолжал писать кейсы для профессора Роберта Энтони. В 1956 году он стал соавтором статьи о лизинге капитального оборудования. В Гарварде Трейнора учили, что способ принятия долгосрочных решений для завода заключается в дисконтировании 20, 30 или 40-летнего потока будущих выгод обратно в настоящее и сопоставлении его текущей стоимости с первоначальными инвестициями. Важно отметить, что ставка дисконтирования должна отражать рискованность выгод.
Трейнор продолжал применял свои теории для практических целей в инвестиционной индустрии. Он поделился своим богатством знаний с молодым поколением, преподавая в нескольких университетах. Он служил десяток лет в качестве редактора журнала «Финансовые аналитики», помогая авторам представить свои идеи последовательно и четко. Многие из его работ за годы были опубликованы, некоторые в качестве статей, а некоторые в качестве редакционных комментариев. Некоторые из работ Трейнора были первоначально опубликованы под его собственным именем, а другие — под его псевдонимом «Вальтер Багехот». Значительное количество этих работ получили награды, включая премию Грэма и Додда ФАЖ и премию Роджера Ф. Мюррея.
Его размышления охватывали широкий спектр инвестиционной сферы, включая риск, оценку эффективности, микро и макроэкономику, торговлю, бухгалтерский учет, инвестиционную стоимость, активное управление, пенсии и другое.
В 2007 году Международная ассоциация финансовых инженеров (IAFE) назвала Трейнора финансовым инженером года IAFE/SunGard в 2007 году (FEOY), признав его выдающийся вклад в финансовую теорию и практику, в частности суть модели ценообразования капитальных активов.

## Публикации
- Трейнор, Джек Л. (1965). «Как оценить управление инвестиционными фондами». Harvard Business Review 43, с. 63-75.
- Трейнор, Джек Л. (2007). «Трейнор по институциональному инвестированию». Хобокен: Wiley Finance.
- Трейнор, Джек Л. и Фишер Блэк (1972). «Выбор портфеля с использованием специальной информации, согласно предположениям диагональной модели, с целями портфеля среднего отклонения и без ограничений», стр. 367-84 в «Математические методы в инвестициях и финансах 4», под редакцией Джорджа П. Сего и Карла Шелла , Амстердам: Северная Голландия.
- Трейнор, Джек Л. и Фишер Блэк (1973). «Как использовать анализ безопасности для улучшения выбора портфеля». Деловой журнал 46, № 1, с. 66-86.
- Трейнор, Джек Л. и Фишер Блэк (1976). «Корпоративные инвестиционные решения», стр. 310-27 в разделе «Современные разработки в управлении финансами», под редакцией Стюарта К. Майерса. Нью-Йорк: Прегер.
- Трейнор, Джек Л. и Кей Мазуй (1966). «Могут ли взаимные фонды перехитрить рынок ?» Harvard Business Review 44, стр. 131—136.
- Трейнор, Джек Л., Уильям Л. Прист-младший, Лоуренс Фишер и Кэтрин А. Хиггинс (1968). «Использование композиции портфеля для оценки риска». Журнал финансовых аналитиков 24 (№ 5, сентябрь / октябрь), с. 93-100.
- Трейнор, Джек Л. и Ричард Ф. Ванчил (1956). «Станок Лизинг». Бостон: Центр управленческого анализа.
- Трейнор, Джек Л. и Уэйн Вагнер (1983). «Реализация создания портфеля: исполнение», глава 12 «Управление инвестиционными портфелями», «Динамический процесс», второе издание (студенческое издание), под редакцией Джона Л. Магинна и Дональда Л. Таттла. Бостон: Уоррен, Горхам и Ламонт.